# Martin Růžička (Eishockeyspieler, 1987)
Martin Růžička (* 1. Juni 1987 in Pardubice, Tschechoslowakei) ist ein tschechischer Eishockeytorwart, der seit 2016 erneut beim HC Dynamo Pardubice in der Extraliga unter Vertrag steht.

## Karriere
Martin Růžička begann seine Karriere als Eishockeyspieler in seiner Heimatstadt in der Nachwuchsabteilung des HC Pardubice, für dessen Juniorenmannschaften er in der U18- und U20-Extraliga aktiv war. Während der Saison 2005/06 gab er sein Debüt in der Extraliga für die Profimannschaft des gleichen Vereins. 
In der U20-Extraliga kam er zuvor zudem für die Junioren des HC Dukla Jihlava und des HC Kometa Brno zum Einsatz. Mit Pardubice wurde der Torwart 2007 Vizemeister, ehe er in der Saison 2009/10 mit seiner Mannschaft den Meistertitel gewann. Dabei stand er 20 Mal für seine Mannschaft zwischen den Pfosten. Da er als Ersatztorwart in der Extraliga nicht genug Einsatzzeiten bekam, erhielt er seit 2006 in jeder Spielzeit die Möglichkeit Spielpraxis in der zweitklassigen 1. Liga zu sammeln. Dort lief er für den HC Rebel Havlíčkův Brod, SK Horácká Slavia Třebíč, BK Mladá Boleslav (mit dem er in der Saison 2007/08 in die Extraliga aufstieg) und den HC Chrudim auf.

## Erfolge und Auszeichnungen
- 2007 Tschechischer Vizemeister mit dem HC Pardubice
- 2008 Aufstieg in die Extraliga mit dem BK Mladá Boleslav
- 2010 Tschechischer Meister mit dem HC Pardubice
- 2012  Tschechischer Meister mit dem HC Pardubice